# Isothea nyssae
Isothea nyssae är en svampart som beskrevs av Berk. & M.A. Curtis 1876. Isothea nyssae ingår i släktet Isothea och familjen Phyllachoraceae.   Inga underarter finns listade i Catalogue of Life.